# Konst och kultur i Nazityskland

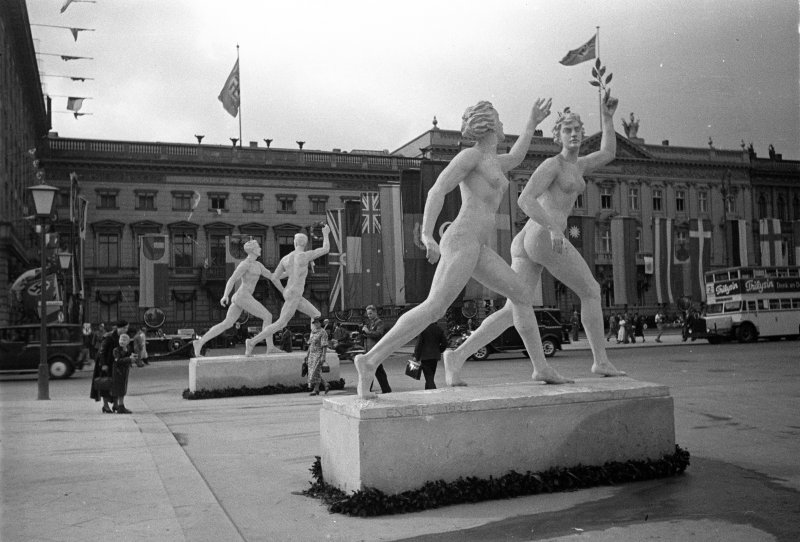
Skulpturer skapade för Berlinolympiaden 1936, som visar upp idealiserade nakna manliga och kvinnliga kroppar.

Konst och kultur i Nazityskland var styrt av nazistpartiet i enpartistaten Nazityskland under perioden 1933–1945. Kulturlivet hämtade mycket inspiration från klassicismen och romantiken, med estetiska ideal från antik grekisk och romersk konst. Bildkonsten hade estetiskt det gemensamt med den socialistiska realismen, att konsten skulle vara begriplig för den "vanliga människan". Mycket av den nazistiska kulturens funktion var propagandistisk. Konsten skulle uppvisa idealiserade målningar och skulpturer av exempelvis det tyska folket, den tyska historien, familjelivet etc, men också visa på svagheter inom andra kulturer. Den frihetliga kultur som hade varit tongivande under den närmast föregående Weimarperioden föraktades. Hit hörde alla former av modernism, liksom så kallad icke-arisk kultur som exempelvis afrikansk skulptur, afroamerikansk musik och allt som skapats av personer med judisk bakgrund. Dessa uttryck stämplades som urartad konst och utsattes för censur och förstörelse.

## Entartete Kunst
I Nazityskland styrde staten över kulturen. Begreppet Entartete Kunst, vilket ungefär betyder "degenererad konst" användes för den konst som inte ansågs lämplig, främst olika former av modernistiska och avantgardistiska uttryck. Till åtgärderna mot "entartete Kunst" hörde bland annat yrkesförbud utfärdat av det likriktande kulturpolitiska organet Reichskammer der bildenden Künste, som var Reichskulturkammers särskilda avdelning för bildkonst. Förbudet infördes direkt efter det nazistiska maktövertagandet 1933 och kunde även drabba museipersonal som var ansvariga för inköp av modern konst liksom högskolelärare som undervisade i ämnet. Även musik behandlades på samma sätt, där begreppet entartete musik främst avsåg modern konstmusik men även jazz och swing.

## Erkända kulturutövare i Nazityskland
| - Werner Beumelburg – författare - Rudolf Binding – författare - Bernhard Bleeker – skulptör - Arno Breker – skulptör - Hans Friedrich Blunck – författare - Ludwig Dettmann - målare - Gustav Frenssen – författare - Wilhelm Furtwängler – tonsättare - Gustav Havemann – violinist - Hanns Johst – författare | - Ernst Jünger - författare - Walther Klemm - bildkonstnär - Georg Kolbe – skulptör - Erwin Guido Kolbenheyer – författare - Werner Krauss – skådespelare - Zarah Leander – filmstjärna - Heinrich Lersch – skald - Agnes Miegel – författare - Ludwig Mies van der Rohe – arkitekt - Börries von Münchhausen – författare | - Hans Pfitzner – tonsättare - Wilhelm Pinder – konsthistoriker - Leni Riefenstahl – filmare - Paul Schultze-Naumburg – arkitekt - Albert Speer – arkitekt - Richard Strauss – tonsättare - Heinz Tietjen – regissör - Adolf Ziegler – målare |

### Kulturellt verksamma sympatisörer utanför landet
Exempel på kända författare i länder som ockuperades av Nazityskland och som sympatiserade med den nationalsocialistiska ideologin är Knut Hamsun i Norge och Louis-Ferdinand Céline i Frankrike. Mindre känd som författare är förmodligen finlandssvensken Örnulf Tigerstedt men likväl en aktiv sympatisör under denna tid.